# Perry Como
Pierino Ronald "Perry" Como (Canonsburg, Pennsylvania, 1912. május 18. – Jupiter Inlet Colony, Florida, 2001. május 12.) kétszeres Grammy- és ötszörös Primetime Emmy-díjas amerikai énekes és színész, televíziós személyiség. A rock and roll korszak egyik legnépszerűbb énekese volt.

## Pályakép
Szegény, ám népes olasz család legkisebb gyermeke volt. Gyerekként a családi borbélyműhelyben dolgozott, aminek rövidesen a tulajdonosa lett. Először vendégeket szórakoztatta dalokkal, majd esküvői zenekarokban énekelt, 21 éves korában pedig clevelandi dzsesszegyüttes tagja lett. Két évvel később leszerződtette a Decca Records.
Egy New York-i ajánlat rádióműsorral és lemezszerződéssel meghozta számára a sikert. 1943-ban Frank Sinatra helyére ugrott be egy koncerten és azonnal a közönség kedvence lett. 1945-ben a Till the End of Time című dal – amit Chopin Asz-dúr polonézéből fabrikáltak – tíz hétig volt a slágerlista élén.

## Lemezei
→ Perry Como discography, lásd: enwiki

## Filmek
- Something To Shout About (1943)
- Something for the Boys (1944)
- Doll Face (1945)
- March of Time (1945)
- If I'm Lucky (1946)
- Words and Music (1948)
- Tobaccoland on Parade (1950)
- The Fifth Freedom (1951)